# Jan Archibald
Jan Archibald (* Oktober 1949 in London) ist eine britische Maskenbildnerin, Visagistin und Expertin für Make-up-Design. Sie wurde 2008 mit einem Oscar in der Kategorie „Bestes Make-up“ und „Beste Frisuren“ für ihre Arbeit in dem Filmdrama La vie en rose ausgezeichnet. Der Film schildert das Leben Édith Piafs. Außerdem wurde ihr für diese Arbeit der BAFTA Film Award und der OFTA Award zugesprochen. 

## Leben
Jan Archibald startete ihre Filmkarriere 1984 als Hairstylistin in der britischen schwarzen Komödie Magere Zeiten – Der Film mit dem Schwein. In der Filmbiografie Armes reiches Mädchen – Die Geschichte der Barbara Hutton von 1987 war Archibald vor allem für die Frisuren der weiblichen Hauptdarstellerin Farrah Fawcett zuständig. Für ihre Arbeit in diesem Film wurde sie mit einem Primetime Emmy belohnt. In der Fernseh-Miniserie Feuersturm und Asche (1988) war sie für die Frisuren der Darsteller verantwortlich. Zusammen mit drei Kollegen wurde sie wiederum für einen Emmy nominiert.
In dem Horrordrama Interview mit einem Vampir (1994) über den Untoten Louis, gespielt von Brad Pitt, war Archibald als Chef-Hairstylistin am Set. Eine Nominierung für den BAFTA Award war der Lohn ihrer kreativen Arbeit. In der vielfach ausgezeichneten Jane-Austen-Verfilmung Sinn und Sinnlichkeit (1995) von Ang Lee war Archibald erneut als Chef-Hairstylistin eingesetzt. Wiederum wurde sie für einen BAFTA Award nominiert. Für das britische Filmdrama Wings of the Dove – Die Flügel der Taube von 1997 wurde sie dann mit dem BAFTA Award belohnt. Im Jahr 1999 wurde Archibald für ihre Mitarbeit an der Fernseh-Mini-Serie Jeanne d’Arc – Die Frau des Jahrtausends für einen Emmy nominiert. 
Den Ofta Award bekam sie im Jahr 2000 für ihre Arbeit in dem Science-Fiction-Film Star Wars: Episode I – Die dunkle Bedrohung, in dem sie unter anderem die Hairstylistin für Liam Neeson war. Für den klassisch inszenierten Whodunit-Film von Robert Altman Gosford Park war Archibald erneut für einen BAFTA Award nominiert. In dem Monumentalfilm Alexander (2004) von Oliver Stone mit Colin Farrell und Angelina Jolie arbeitete sie als Chef-Hairdesignerin. In dem Fantasyfilm The Illusionist (2006) arbeitete sie mit Edward Norton und Jessica Biel zusammen.
Für das britische Filmdrama Die Herzogin (2008) mit Keira Knightley und Ralph Fiennes stand Archibald erneut auf der Nominierungsliste für den BAFTA Award, ebenso für den 3D-Film Hugo Cabret (2011) von Martin Scorsese. Für das Historiendrama im Format einer Miniserie Parade’s End – Der letzte Gentleman (2013), in dem sie als Make-up Spezialistin und Hairdesignerin arbeitete, wurde Archibald für einen OFTA Award nominiert. 

## Filmografie (Auswahl)
- 1984: Magere Zeiten – Der Film mit dem Schwein (A private function)
- 1987: Armes reiches Mädchen – Die Geschichte der Barbara Hutton (Poor Little Rich Girl: The Barbara Hutton Story, Fernsehfilm)
- 1988: Feuersturm und Asche (War and Remembrance, Fernseh-Mini-Serie)
- 1989: Great Balls of Fire – Jerry Lee Lewis – Ein Leben für den Rock’n’Roll (Great Balls of Fire!)
- 1991: The Storyteller: Greek Myths (Fernsehserie, 4 Folgen)
- 1991–1992: Jeeves and Wooster – Herr und Meister (Jeeves and Wooster, Fernsehserie, 12 Folgen)
- 1992: Orlando
- 1994: Tom & Viv
- 1994: Interview mit einem Vampir (Interview with the Vampire: The Vampire Chronicles)
- 1995: Rob Roy
- 1995: Sinn und Sinnlichkeit (Sense and Sensibility)
- 1996: Hexenjagd (The Crucible)
- 1997: Wings of the Dove – Die Flügel der Taube (The Wings of the Dove)
- 1997: Amy Foster – Im Meer der Gefühle (Swept from the Sea)
- 1997: Der Boxer (The Boxer)
- 1998: Les Misérables
- 1999: Jeanne d’Arc – Die Frau des Jahrtausends (Joan of Arc)
- 1999: Star Wars: Episode I – Die dunkle Bedrohung (Star Wars: Episode I – The Phantom Menace)
- 2000: In stürmischen Zeiten (The Man Who Cried)
- 2001: Gosford Park
- 2002: Besessen (LaBute) (Possession)
- 2003: Selima und John (The Sleeping Dictionary)
- 2003: Hitler – Aufstieg des Bösen (Hitler – The Rise of Evil, Fernseh-Mini-Serie)
- 2004: Arsène Lupin – Der König unter den Dieben (Arsène Lupin)
- 2004: Alexander
- 2005: Merry Christmas
- 2006: Footballers’ Wives (Fernsehserie, 2 Folgen)
- 2006: The Illusionist
- 2007: La vie en rose (La Môme)
- 2008: John Adams – Freiheit für Amerika (John Adams, Fernseh-Mini-Serie, 7 Folgen)
- 2008: Die Herzogin (The Duchess)
- 2009: The Damned United – Der ewige Gegner (The Damned United)
- 2010: Prince of Persia: Der Sand der Zeit (Prince of Persia: The Sands of Time)
- 2011: Ironclad – Bis zum letzten Krieger (Ironclad)
- 2011: Hugo Cabret (Hugo)
- 2012: Parade’s End – Der letzte Gentleman (Parade’s End, Fernseh-Mini-Serie, 5 Folgen)
- 2013: In Secret – Geheime Leidenschaft (In Secret)
- 2014: Tyrant (Drama-Fernsehserie)
- 2016: Taboo (Fernseh-Mini-Serie, 8 Folgen)

## Auszeichnungen
Oscar
- 2008: Gewinnerin des Oscars zusammen mit Didier Lavergne für ihre Arbeit in der Filmbiografie La vie en rose (La Môme)

BAFTA Awards
- 1995: Nominiert für den BAFTA Film Award mit Interview mit einem Vampir zusammen mit Stan Winston, Michèle Burke
- 1996: nominiert mit Sinn und Sinnlichkeit zusammen mit Morag Ross
- 1998: Gewinnerin mit Wings of the Dove – Die Flügel der Taube zusammen mit Sallie Jaye
- 2002: nominiert mit Gosford Park zusammen mit Sallie Jaye
- 2008: Gewinnerin mit La vie en rose zusammen mit Didier Lavergne
- 2009: nominiert mit Die Herzogin zusammen mit Daniel Phillips
- 2012: nominiert mit Hugo Cabret zusammen mit Morag Ross
- 2013: nominiert BAFTA TV Award mit Parade’s End – Der letzte Gentleman

Emmys
- 1988: Gewinnerin des Primetime Emmys mit Armes reiches Mädchen – Die Geschichte der Barbara Hutton zusammen mit Claudia Thompson, Aaron F. Quarles und Stephen Rose
- 1989: nominiert mit Feuersturm und Asche zusammen mit Janis Clark, Dino Ganziano und Chris Taylor
- 1999: nominiert mit Jeanne d’Arc – Die Frau des Jahrtausends zusammen mit Benjamin Robin
- 2008: nominiert mit John Adams – Freiheit für Amerika zusammen mit Loulia Sheppard

Online Film & Television OFTA Award
- 2000: Gewinnerin mit Star Wars: Episode I – Die dunkle Bedrohung
- 2008: Gewinnerin mit La vie en rose
- 2013: Nominiert mit Parade’s End – Der letzte Gentleman